# Dread Mar-I
Mariano Javier Castro (Quequén, 31 de enero de 1978), conocido por su nombre artístico Dread Mar-I, es un cantante argentino de reggae rock, reggae en español, ska y pop.
Su canción «Tú sin mí» obtuvo el récord de canción de rock argentino más escuchada en Youtube, con 1000 millones de reproducciones hacia enero de 2021. En octubre de 2020 Dread Mar-I logró otro récord histórico: conquistó el podio completo de canciones del rock argentino más escuchadas en Youtube, con «Tú sin mí» (+1120 millones), «Hoja en blanco» (680 millones), y «Así fue» (890 millones). Dread Mar-I ha marcado otro hito único: es el primer artista del rock argentino que logró conquistar los tres principales mercados latinoamericanos: Argentina, México y Brasil. El 15 de enero de 2018 Dread Mar-I tocó para cerca de 100 mil personas en el Parque Camet de Mar del Plata, Argentina.

## Carrera musical

### Inicios
Nacido en la ciudad costera de Quequén, después de abandonar séptimo grado se mudó a Maipú, en donde comenzó a trabajar en la panadería que había abierto su padre. Vivió más de diez años en esta ciudad. Luego viajó a Buenos Aires y, tras varios trabajos, comenzó a dar sus primeros pasos en su carrera de músico y en el 2004 grabó la canción «Mi amor» con DreadGon y como cantante de Mensajeros Reggae canta la totalidad del disco Luz en 2005.

### 2005-2010: Ascenso como solista
Castro comenzó su carrera solista bajo el nombre Dread Mar-I en 2005. En abril de ese año editó su primer disco, Jah guía. La canción «Inspiración», que formó parte del mismo, fue la cortina musical del programa de ESPN Gravedad Zero. Participó como corista estable de Los Cafres, acompañando a la banda en el Estadio Obras Sanitarias y en el Luna Park, donde registraron su DVD Luna Park. También reemplazó a Guillermo Bonetto, cantante de la banda, en dos conciertos por la costa argentina.

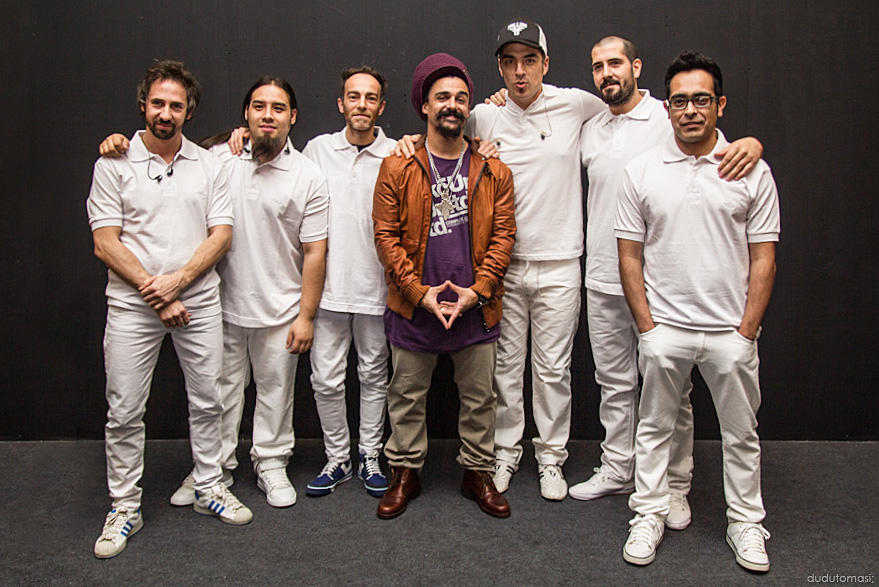
Dread Mar-I & Los Guerreros del Rey.

En 2006 aportó su voz junto a Guillermo Bonetto en la canción «Tan lejos de mí», de la agrupación Maria Mulata. También participó de la primera edición del clásico festival Bob Marley Day. Se presentó en la misma noche que The Peter Tosh Band y The Wailers ante un estadio Luna Park repleto, con 8.000 espectadores. En el mismo año actuó en el festival Pepsi Music de Argentina. En diciembre despidió el año con el lanzamiento de Hermanos, un disco que expresa en sus letras y en su armonía un mensaje de paz, unión y respeto.
La recepción de Hermanos por parte del público, en el 2007, hace que Dread Mar-I, junto a su banda Los Guerreros del Rey, lleven su música a lugares nuevos. Durante ese año demostró la proyección nacional e internacional de su música.[cita requerida] Esa consagración se reflejó en tres conciertos en Niceto Club y en muchos locales del Gran Buenos Aires, que llenó cuando se presentó. Volvió a participar del Pepsi Music, y cerró el año con una actuación en Niceto, donde más de 300 personas que se quedaron afuera del local bailaron al ritmo de sus canciones.
Durante el año 2008 Dread Mar-I era el artista de reggae argentino que más conciertos realizó, con más de sesenta shows en menos de 8 meses, pasando por varias ciudades del interior (con actuaciones en la Costa atlántica argentina), Chile y Uruguay. Ese mismo año presentó su disco Amor-Es.

### 2010-2018: Consagración y masividad
Dread Mar-I presentó luego Viví en do, su cuarto disco. El mismo contiene 20 pistas y fue grabado y masterizado en Estudios Panda por el ingeniero Emil Cura, entre diciembre de 2009 y enero de 2010.
El 27 de abril de 2011 el artista llega por primera vez al Estadio Luna Park como evento principal, y también en ese año participa en la canción «Amor amor» de la banda El Majebri y también canta «Sonia» en el álbum Reggaemanía de DJ Nelson.
Cabe destacar también que este año Dread Mar I & Los Guerreros del Rey visitaron por segunda vez México, ofreciendo un show en Guadalajara para más de 5000 personas e hicieron su primera llegada a Costa Rica, Guatemala, El Salvador, Perú y Brasil.
Aunque la prensa afirme que Mariano Castro es un «reggae lover» (compositor romántico de reggae), él se define como un cantante de reggae, citando como ejemplo a Bob Marley, que a pesar de tener canciones de amor, también tenía de lucha, libertad, etcétera; en fin, sus canciones más conocidas fueron las de amor y aun así, es un cantante de reggae. 

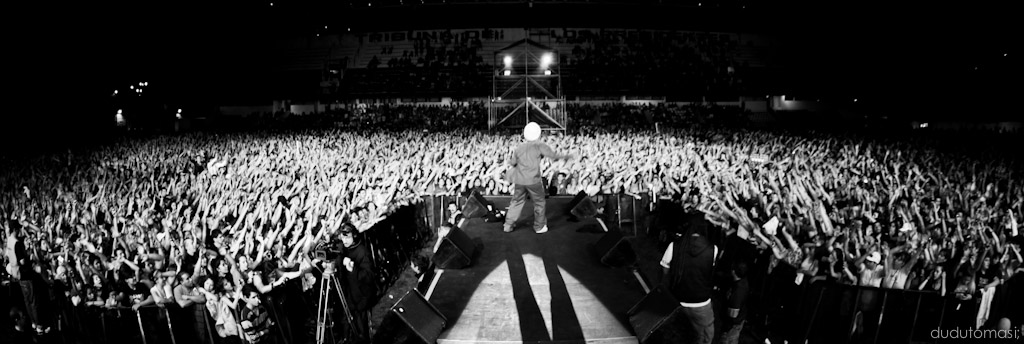
Dread Mar-I en el Estadio Islas Malvinas en el año 2011.

El 1 de junio de 2012 salió a la venta su nuevo disco Transparente, álbum de estudio que contó con 22 sencillos y éxitos como «Buscar En Jah», «Arena En Nuestras Manos», entre otros.
A principios de 2014 se estrena "Nada", primer sencillo de un nuevo álbum y a fines de junio sale el video de "No te asustes ahora", segundo corte promocional. En septiembre se conoce el álbum completo bajo el nombre de En el sendero, compuesto por 17 canciones. Meses después consiguió el Disco de Oro.
El año siguiente tuvo un show multitudinario en el Planetario porteño, festejando 10 años de carrera. Allí se registró el concierto para lanzar un CD y DVD en 2016 que se presentó en mayo de ese año en el Luna Park. 10 años, tal es el nombre de dicho trabajo, está compuesto por 19 canciones que recorren estos años en la historia del artista, acompañadas por un DVD grabado a diez cámaras en alta calidad que contiene además del show completo, un material documental inédito repasando su historia, sus discos, sus shows y sus viajes a Jamaica. El diseño gráfico de la puesta en escena, como también el de packaging y comunicación del show estuvo a cargo del estudio KUCHA, por Eze Jurado. El bonus track es un tema grabado en estudio, una versión de la canción "Hoja en blanco”, que originalmente es un vallenato que llegó a más de 5 millones de vistas en tan solo dos meses.
En el ocaso de 2017, Dread Mar I lanzó el sencillo "En el seno del amor", primer adelanto del álbum que se editó en 2018 con el nombre de Caminarás caminos. El álbum fue grabado en los legendarios estudios SunPower y Anchor, en Jamaica, y contó con la participación de músicos de renombre como Kirk Bennett (baterista de Beres Hammond) y Carol Bowie McLaughlin (tecladista de Stephen Marley y Jimmy Cliff). Seis canciones adicionales fueron grabadas en Buenos Aires, con producción y arreglos compartidos con Matías Zapata.
El 15 de enero de 2018 Dread Mar I realizó un recital con una asistencia de cerca de 100 mil personas, en el Parque Camet de Mar del Plata, Argentina.

### 2019-presente: Éxitos musicales yYo
Hacia 2020, su canción «Tú sin mí» ya poseía el récord de canción de un artista argentino más escuchada en Youtube, con 550 millones de reproducciones hacia agosto de 2020. En octubre de 2020, Dread Mar I conquistó un nuevo récord: el podio completo de canciones de artistas argentinos más escuchadas en Youtube pasó a ser suyo, con «Tú sin mí» (572 millones), «Hoja en blanco» (328 millones), y «Así fue» (308 millones).
En el año 2021 lanzó su primer extended play titulado Yo, el cual consta de 5 canciones grabadas y producidas únicamente por él bajo el confinamiento por la pandemia de COVID-19 en Argentina. El proyecto fue distribuido por Sony Music Latin e ilustrado por Alan Berry Rhys.

## Discografía

### Álbumes de estudio
- Luz (con Mensajeros Reggae) (2005)
- Jah guía (2005)
- Hermanos (2006)
- Amor-es (2008)
- Vivi en do (2010)
- Transparente (2012)
- En el sendero (2014)
- Caminarás caminos (2018)

### Extended play
- Yo (2021)

### Álbumes en vivo
- 10 años (en vivo) (2016)

## Premios y nominaciones
| 2011 | Premios Quiero | Video Reggae (Más allá de tus ojos - vivo)           | Ganador | Ganador | Ganador | Ganador | Ganador |
| 2013 | Premios Gardel | Mejor Álbum de Reggae y Música Urbana (Transparente) | Ganador | Ganador | Ganador | Ganador | Ganador |